# Denisa Tîlvescu

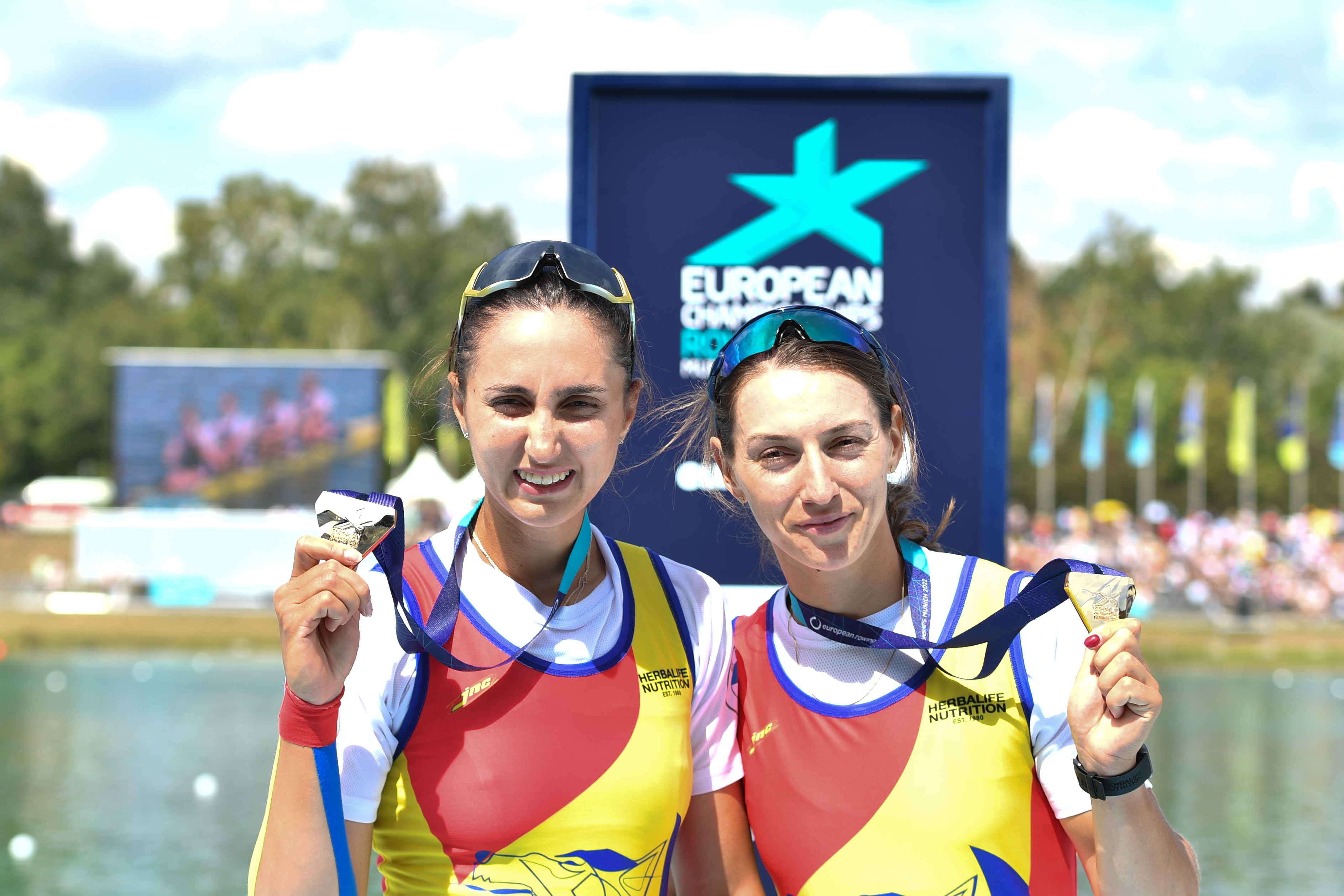
Tîlvescu (links) und Vrînceanu, 2022 in München

Denisa Tîlvescu (* 13. August 1996 in Târgu Jiu) ist eine rumänische Ruderin.

## Sportliche Karriere
Denisa Tîlvescu siegte bei den Junioren-Weltmeisterschaften 2013 mit dem rumänischen Achter. Im Zweier ohne Steuerfrau belegte sie zusammen mit Cristina-Georgiana Popescu den zweiten Platz. 2014 traten Popescu und Tîlvescu bei den Olympischen Jugendspielen in Nanjing an und gewannen den Wettbewerb im Zweier. 2015 gewann Denisa Tîlvescu ihre erste Medaille in der Erwachsenenklasse, als sie mit dem rumänischen Achter bei den Europameisterschaften in Posen die Bronzemedaille hinter den Booten aus Russland und den Niederlanden erkämpfte.
Zwei Jahre später gewann Tîlvescu mit dem Achter den Titel bei den Europameisterschaften in Račice u Štětí vor den Niederländerinnen. Der rumänische Achter siegte auch beim Finale im Ruder-Weltcup in Luzern. Bei den Weltmeisterschaften in Sarasota siegten ebenfalls die Rumäninnen, wobei die Boote aus Kanada und aus Neuseeland weniger als eine Sekunde Rückstand hatten. 2018 belegten die Rumäninnen beim Weltcup in Linz/Ottensheim den fünften Platz. Bei den Europameisterschaften 2018 in Glasgow traten Mădălina Bereș und Denisa Tîlvescu im ungesteuerten Zweier und im Achter an und gewannen in beiden Bootsklassen den Titel. Im Zweier hatten sie fast zwei Sekunden Vorsprung vor den Niederländerinnen, im Achter lagen die zweitplatzierten Britinnen über eine Sekunde zurück. In Plowdiw bei den Weltmeisterschaften 2018 startete Tîlvescu nur im Achter und belegte den fünften Platz. 2019 wechselte Denisa Tîlvescu in den Vierer ohne Steuerfrau. Bei den Europameisterschaften 2019 in Luzern gewannen Ioana Vrînceanu, Viviana-Iuliana Bejinariu, Mădălina Bereș und Denisa Tîlvescu die Silbermedaille hinter den Niederländerinnen. Nach einem dritten Platz beim Weltcup in Rotterdam erreichten die Rumäninnen bei den Weltmeisterschaften in Linz/Ottensheim den fünften Platz. 2020 ruderte Denisa Tîlvescu im rumänischen Achter und gewann den Titel bei den Europameisterschaften in Posen. Bei den Olympischen Spielen in Tokio belegte sie mit dem rumänischen Achter den sechsten Platz.
Bei den Europameisterschaften 2022 in München siegte Denisa Tîlvescu im Zweier ohne Steuerfrau zusammen mit Ioana Vrînceanu. Beide ruderten auch im rumänischen Achter, mit dem sie ebenfalls den Titel gewannen.